# Broderbund
Broderbund Software, Inc. va ser un fabricant nord-americà de videojocs, programari educatiu i eines de productivitat. Broderbund és més conegut pels èxits de videojocs de 8 bits Choplifter, Lode Runner, Karateka i Prince of Persia (tots els quals es van originar a l'Apple II), així com The Print Shop, originalment per imprimir rètols i pancartes en matriu de punts. impressores—i els jocs Myst i Carmen Sandiego. L'empresa es va fundar a Eugene, Oregon, i es va traslladar a San Rafael, Califòrnia, després a Novato, Califòrnia. Broderbund va ser comprat per SoftKey el 1998.
Molts dels títols de programari de Broderbund, com ara The Print Shop, PrintMaster i Mavis Beacon, encara es publiquen amb el nom de "Broderbund". Els jocs llançats pel reviscut Broderbund els distribueix Encore, Inc. Broderbund és ara la marca dels títols de disseny gràfic, productivitat i entreteniment educatiu de Riverdeep, com ara The Print Shop, Carmen Sandiego, Mavis Beacon Teaches Typing, la sèrie Living Books i Reader Rabbit, a més de publicar programari per a altres empreses, especialment ZoneAlarm de Zone Labs.
La companyia sovint llançava edicions escolars dels seus jocs, que contenien funcions addicionals per permetre als professors utilitzar el programari per facilitar l'aprenentatge dels estudiants.